# L᷊
Cette page contient des caractères spéciaux ou non latins. S’ils s’affichent mal (▯, ?, etc.), consultez la page d’aide Unicode.
L᷊ (minuscule : l᷊), appelé L r souscrit, est un graphème utilisé dans l’écriture du mongondow, sangir, siau, talaud. Il s'agit de la lettre L diacritée d'un petit r souscrit.

## Représentations informatiques
Le L r souscrit peut être représenté avec les caractères Unicode suivants (latin de base, diacritiques) :
| formes    | représentations | chaînes de caractères | points de code | descriptions                                                    |
| --------- | --------------- | --------------------- | -------------- | --------------------------------------------------------------- |
| capitale  | L᷊               | L◌᷊                    | U+004C U+1DCA  | lettre majuscule latine l diacritique lettre minuscule latine r |
| minuscule | l᷊               | l◌᷊                    | U+006C U+1DCA  | lettre minuscule latine l diacritique lettre minuscule latine r |